# Volodymyr Homenjuk
Volodymyr Mychajlovyc Homenjuk (in ucraino Володимир Михайлович Гоменюк?, traslitterazione anglosassone Volodymyr Homenyuk; Bokijma, 19 luglio 1985) è un ex calciatore ucraino, di ruolo attaccante.